# Эмиссионный знак
Эмиссионный знак или Добавочный знак — совокупное название мелких знаков или фигурок на монетах, которые не имеют отношения к основному изображению. Могут ставиться для различия эмиссий по годам, монетных дворов или монетных мастеров, а также преследовать другие цели. Эмиссионный знак не имеет отношения к основному изображению, но всё-таки является неотъемлемой частью монеты, поэтому знаки коллекционеров и им подобные к ним отнести нельзя. Центровочная точка тоже не относится к эмиссионным знакам, так как является побочным эффектом производственного процесса и не несёт никакой смысловой нагрузки.

## Знак монетного двора
Знак монетного двора — нанесённые на монете маленькие буквы или знаки (кресты, звёздочки, точки и т. д.), которые служат символом монетного двора, где отчеканена монета.

### Секретные точки
Секретные точки (фр. points secrets) — это маленькие точки, обозначавшие монетный двор и чеканившиеся под некоторыми буквами круговой легенды на монетах Франции с конца XIV до середины XVI века. Секретные точки были первой попыткой во Франции отнести конкретную монету к конкретному монетному двору. Также они отличали некоторые эмиссии от других. Позже секретные точки были заменены на более привычные буквенные обозначения.

## Знак монетного мастера
Минцме́йстер (либо мюнцмейстер, нем. Münzemeister, от нем. Münze — монета, и нем. Meister — начальник, глава, на лат. monetarius) — название профессиональной принадлежности, либо должности специалиста, связанного с производством монет. Минцмейстером может называться: начальник монетного двора или его отделения (передела); чиновник, отвечавший за монетное производство; управляющий механической частью монетного двора; пробовательный мастер и т. п. Знак монетчика ставился для обозначения осуществлённой под его руководством чеканки для регулирования выпуска монет или для осуществления сдельной платы.

## Проба металла
Проба — это пропорция весового содержания основного благородного металла в монете. Данный знак проставляется только на монетах из драгоценных металлов.

## Надчекан
Надчеканка, надчекан или контрмарка — нанесение клейма на монету в виде герба, символа или букв с целью подтверждения её подлинности, определения территории хождения или обозначения иной смысловой нагрузки. На современных монетах такие знаки обычно отсутствуют. Только надчекан нанесённый на монетном дворе или официальными властями может быть отнесён к эмиссионным знакам, однако, надчекан делается уже после эмиссии монеты, поэтому не все согласны с отнесением данного знака к эмиссионным. Но, например, на Руси до начала регулярного чекана рубля, часто использовались талеры с начеканом, что можно считать местным видом эмиссии, а, значит, в данном случае, надчекан будет являться эмиссионным знаком.